# Juan Guillermo López Soto
Juan Guillermo López Soto (ur. 10 lutego 1947 w Santa Bárbara, zm. 8 września 2021 w Chihuahua) – meksykański duchowny rzymskokatolicki, w latach 1995-2021 biskup Cuauhtémoc-Madera.